# Аять (станция)
Ая́ть — станция Свердловской железной дороги на линии Екатеринбург — Нижний Тагил в посёлке Аять Невьянского района Свердловской области.
Входит в Нижнетагильский центр организации работы железнодорожных станций ДЦС-4 Свердловской дирекции управления движением. По объёму работы станция отнесена к 5 классу.
Железнодорожного вокзала и билетных касс на станции нет. Со стороны тагильского направления железной дороги расположен пост ЭЦ.
Пассажирское сообщение по станции представлено пригородными электропоездами, курсирующими на участке Екатеринбург-Пассажирский — Нижний Тагил, за исключением поездов «Ласточка»/«Финист». В отдельное время курсируют маршруты до станций Керамик, Камышлов и Каменск-Уральский.